# Guerrilla del Toachi
La guerrilla del Toachi fue un grupo armado insurgente ecuatoriano de breve existencia inspirado en el triunfo de la Revolución cubana, buscando iniciar la revolución en este país. Localizando su campamento en la selva de la actual provincia de Santo Domingo de los Tsáchilas, su tiempo de existencia fue menor a un mes al ser finalmente disuelto por las fuerzas del gobierno.

## Historia
La Unión Revolucionaria de la Juventud Ecuatoriana (URJE) surgió en 1961, creada por jóvenes de izquierda opuestos a la política de las dirigencias del Partido Comunista y del Partido Socialista. En marzo de 1962, una convención nacional de la organización juvenil hecha en Guayaquil inició los planes para iniciar la lucha armada en el país, invitando a la población a ingresar a un proyecto de guerrilla que pondría su campamento en la selva cercana a la ciudad de Santo Domingo, a las orillas del río Toachi.
El 12 de abril de 1962, termina el proyecto con un operativo militar que termina con la detención de 38 jóvenes sin ninguna baja, según cifras oficiales en cuales estaría incluido Milton Reyes, así como el decomiso de panfletos de propaganda de izquierda revolucionaria y también fusiles Mauser, Mannlicher, carabinas Winchester, Beretta y subametralladoras.